# Seznam nemških smučarskih tekačev
Seznam nemških tekačev na smučeh.

## A
- Carola Anding
- Lucia Anger
- Tobias Angerer

## B
- Viola Bauer
- Uwe Bellmann
- Thomas Bing
- Willy Bogner
- Lucas Bögl
- Stefanie Böhler
- Janosch Brugger

## C
- Victoria Carl

## D
- Walter Demel
- Jonas Dobler
- Benedikt Doll
- Hannes Dotzler
- Manuela Drescher

## E
- Sebastian Eisenlauer

## F
- Nicole Fessel
- Jens Filbrich
- Pia Fink
- Renata Fischer
- Antonia Fräbel

## G
- Laura Gimmler
- Franz Göring
- Miriam Gössner
- Simone Greiner-Petter-Memm
- Gerhard Grimmer

## H
- Maren Hammerschmidt
- Antje Harvey
- Gabriele Haupt
- Manuela Henkel
- Katharina Hennig
- Denise Herrmann-Wick
- Veronika Hesse
- Gerd Hessler
- Daniel Heun
- Franziska Hildebrand
- Vanessa Hinz
- Petra Hinze

## J
- Karin Jäger

## K
- Andreas Katz
- Gert-Dietmar Klause
- Hanna Kolb
- Sigrun Krause
- Sofie Krehl
- Andy Kühne

## L
- Axel Lesser
- Herbert Leupold

## M
- Valentin Mättig
- Christel Meinel
- Dieter Meinel
- Antje Misersky
- Walter Motz
- Monika Mrklas

## N
- Gaby Nestler
- Magdalena Neuner
- Ute Noack
- Florian Notz
- Claudia Nystad

## P
- Barbara Petzold
- Arnd Peiffer
- Julia Preussger

## R
- Sandra Ringwald
- Michael Rösc
- Marlies Rostock
- Ramona Roth
- Coletta Rydzek

## S
- Evi Sachenbacher-Stehle
- Samson Schairer
- Elisabeth Schicho
- Stefan Schicker
- Peter Schlickenrieder
- Andreas Schlütter
- Veronika Schmidt
- Viktor Schneider
- Birgit Schreiber
- Josef Schreiner
- Frank Schröder
- Petra Sölter
- René Sommerfeldt
- Ron Spanuth

## T
- Axel Teichmann
- Tim Tscharnke

## U
- Anna Unger

## W
- Josef Wenzl
- Thomas Wick
- Sigrid Wille
- Uwe Winsch
- Alexander Wolz

## Z
- Katrin Zeller